# Julian Jakobsmeyer

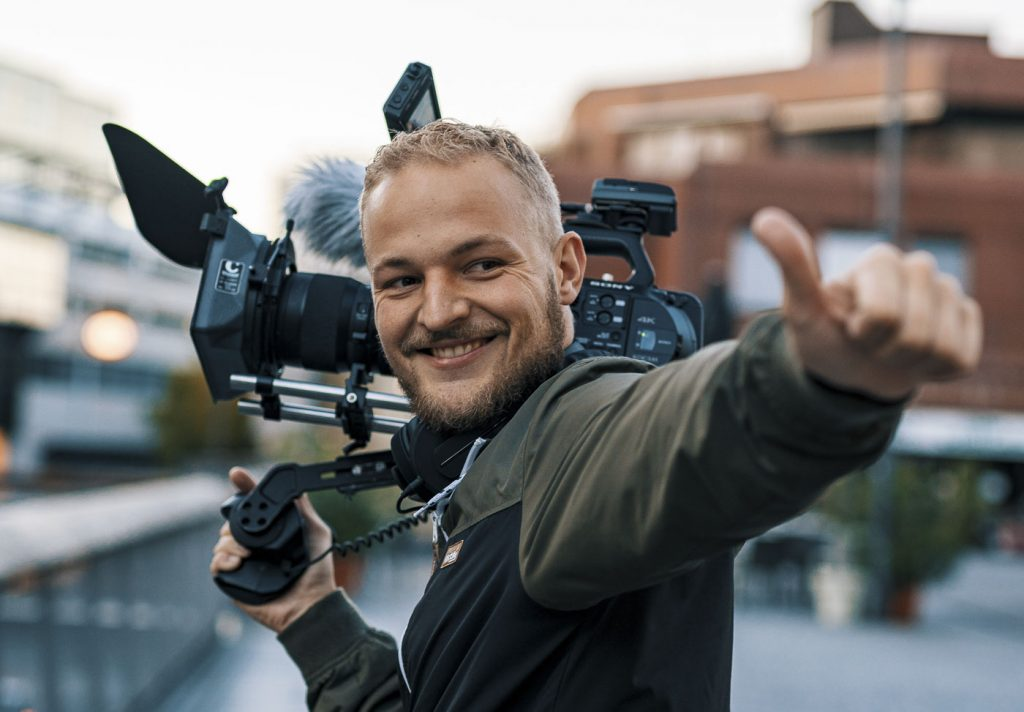
Julian Jakobsmeyer (2019)

Julian Jakobsmeyer (* 14. Februar 1991 in Paderborn) ist ein deutscher Regisseur, Filmemacher und Kameramann.

## Leben
Bereits im Alter von zehn Jahren experimentierte Jakobsmeyer mit der professionellen Filmkamera seines Vaters und drehte erste Kurzfilme. Ab 2006 drehte er hauptsächlich Musikvideos für deutsche Rapper. In der Zeit zwischen 2006 und 2021 entstanden über 70 Musikvideos für Künstler wie beispielsweise Fard, Kool Savas, Black Tiger und Phreaky Flave.
Nach dem Abitur 2010 absolvierte Julian Jakobsmeyer 2012 eine Ausbildung zum Kaufmann für Marketingkommunikation am Carl-Severing-Berufskolleg für Wirtschaft und Verwaltung (CSBWV) in Bielefeld.
Im Jahr 2013 begannen Julian Jakobsmeyer und Tim Bolte mit der Produktion von Paderborn – Der Dokufilm – Geschichten einer Generation, in dem Zeitzeugen über ihre Kindheit im Zweiten Weltkrieg berichten. Der Film feierte am 9. November 2014 Premiere. Die mediale Aufmerksamkeit für den Dokumentationsfilm über das Paderborn der 1930er bis 1950er Jahre sorgte für die schnelle Produktion des zweiten Teils. Im November 2015 feierte Paderborn – Der Dokufilm II – Die wilden Jahre?! Premiere. Hier berichten Zeitzeugen über das Leben in den 1960er und 1970er Jahren in Paderborn. Insgesamt wurden über 35.000 DVDs und Blu-ray Discs von den beiden Filmen verkauft. Im selben Jahr drehten Jakobsmeyer und Bolte die Dokumentation From Raps to Riches in New York. In diesem Film werden zwei junge New Yorker Rap-Musiker im Alltag begleitet.
Seit 2016 arbeitete Jakobsmeyer vermehrt als Kameramann für TV-Produktionen. Dabei sind vor allem die Dokumentarfilme Herz aus dem Labor? und Hund und Mensch – Das Geheimnis einer Freundschaft zu erwähnen.
Heute ist Julian Jakobsmeyer hauptberuflich als Regisseur und Kameramann mit der Produktion von Werbevideos beschäftigt. Zu den Kunden zählen u. a. Indian Motorcycle, MA Lighting International, Robert Juliat S.A.S., ClayPaky, DHL, Engelhard Arzneimittel, Heidelberg Cement, Hitachi und das Erzbistum Paderborn.
Julian Jakobsmeyer lebt mit der Radiomoderatorin Sinah Donhauser zusammen in Paderborn.

## Filmografie (Auswahl)

### Dokumentarfilme
- 2014: Paderborn – Der Dokufilm – Geschichten einer Generation[5]
- 2015: Paderborn – Der Dokufilm II – Die wilden Jahre?![3]
- 2016: From Raps to Riches[6]
- 2017: Die Ems – Von süß bis salzig[7]
- 2017: Herz aus dem Labor?[8] (Kamera) (ZDF/Arte)
- 2019: Hund und Mensch – Das Geheimnis einer Freundschaft[4] (Kamera) (WDR/Arte)
- 2020: Chip Monck – He staged them all
- 2024: Paderborn – Ungesehen[9]
- 2024: 55 Jahre Flughafen Paderborn/Lippstadt[10]

### Spielfilme
- 2018: Pilgrim[11]
- 2021: Henri[12]